# Калверт, Филипп
Филипп Калверт (англ. Phillip Calvert; 1626—1682) — английский политик и дипломат, колониальный губернатор Мэриленда (1660—1661).

## Биография
Филипп был сыном Джорджа Калверта, 1-й барона Балтимор и его второй жены Джоан. После смерти отца в 1632 году был передан на попечение старшего брата Сесила под началом которого он получил образование.
В 1657 году Филипп отправился в Мэриленд в качестве одного из советников правительства, в котором он был и главным секретарём и судьёй. В 1660 году он стал губернатором колонии, сменив в этой должности Джозиаса Фендалла, который пытался совершить переворот в колонии. После назначения Филиппа Фендалл был помилован, но отстранён от политической деятельности.
В декабре 1661 года на посту губернатора его сменил племянник Чарльз Калверт, но Филипп стал канцлером и заместителем в правительстве своего племянника. В качестве члена правительства он реформировал судебную и законодательную жизнь в колонии, реформировав также процедуры составления завещания.
В 1668 году он участвовал в переговорах с Виргинией по поводу общих границ, а также с индейцами, враждовавшими с поселенцами. Благодаря мирному договору, одним из составителей которого был Филипп, между колонистами и индейцами были установлены мирные отношения на долгие годы. 
Помимо политической деятельности, Филипп был одним из богатых людей в колонии, владел земельным наделом 3900 акров, богатой библиотекой, состоявшей из трудов древних авторов, а также книг по медицине, астрономии и по естествознанию.
Скончался в конце 1682 или начале 1683 года, был похоронен в Мэриленде.

## Семья
Его первой женой была леди Анна Уосли (ум. 1680), брак был бездетным.
Его второй женой стала Джейн Сьюэлл (ум. 1682), которая была падчерицей его племянника Чарльза. В браке с ней у супругов родился оебёнок, умерший во младенчестве. В декабре 2016 года была проведена генетическая экспертиза, которая установила, что умерший младенец был сыном Филиппа Калверта. 